# 58702 Tizianabitossi
58702 Tizianabitossi este o planetă minoră (asteroid), cu un diametru de 5,195 km, din centura de asteroizi. A fost descoperită pe 25 ianuarie 1998 la stazione osservativa di Asiago Cima Ekar⁠(d) de Maura Tombelli⁠(d). 
Obiectul prezintă o orbită caracterizată de o semiaxă mare de 2,6476732341773 UAi, o excentricitate de 0,176729276091, o înclinație de 4,9095312724919 ° în raport cu ecliptica.